# Clostera multnoma
Clostera multnoma är en fjärilsart som beskrevs av Dyar 1892. Clostera multnoma ingår i släktet Clostera och familjen tandspinnare. Inga underarter finns listade i Catalogue of Life.